# Bieber (Kalifornien)
Bieber ist ein census-designated place (CDP) im Lassen County im US-Bundesstaat Kalifornien mit 266 Einwohnern (Stand: 2020).

## Lage und Bevölkerung
Der Ort liegt auf einer vom Pit River durchflossenen Hochebene am California State Route 299.
Bieber liegt auf einer Höhe von 1250 m und ist Hauptort des Hochtales Big Valley, welchem noch die Orte Nubieber und Adin angehören. Der ländlich geprägte Ort liegt etwa 250 Meilen nördlich von Sacramento.

## Öffentliche Einrichtungen
Bieber verfügt über 2 Schulen und vier Kirchen. Eine der Kirchen ist die römisch-katholische St. Stephen Mission, die zur Diözese Sacramento gehört. Bieber ist der Standort der Big Valley Elementary School und der Big Valley Jr/Sr High School, zwei der drei schulischen Einrichtungen des Big Valley Joint Unified School District. In dem Ort hat auch das Big Valley Museum seinen Standort.

## Geschichte
Das Big Valley wurde relativ spät besiedelt, da die örtlichen Indianer als aggressiv galten. Nachdem in den 1860ern mit dem nahen Adin sich eine Ortschaft bildete, siedelte sich auf dem Gebiet des heutigen Bieber Theodore Pleisch an, der im Mai 1873 das Land im Rahmen des Homestead Act für sich in Anspruch nahm. Das Gebiet war zu diesem Zeitpunkt als Chalk Ford nach einer Furt durch den Pit-River bekannt. In den folgenden Jahren errichteten weitere Siedler auf dem Land Hütten.
Benannt ist der Ort nicht nach Justin Bieber,sondern nach einem Nathan Bieber. Er kam 1877 in die kleine Siedlung am Pit-River und gründete mit einem Verwandten ein Geschäft. 1879 wurde Nathan Bieber zum Leiter der Poststation und der Ort wechselte offiziell den Namen zu Bieber. Am 10. Dezember 1883 erlangte die Siedlung den Status einer Town. 1888 hat Bieber bereits zwischen 250 und 300 Einwohner und benötigte im darauf folgenden Jahr ein Gefängnis.

## Persönlichkeiten
- Brian Dahle (* 1965), Politiker
- Megan Dahle (* 1975), Politikerin

## Siehe  auch
- Liste der Orte in Kalifornien